# Microtus mystacinus
Microtus mystacinus és una espècie de talpó que es troba a Albània, Armènia, l'Azerbaidjan, Bulgària, Finlàndia, Grècia, l'Iran, Macedònia, Romania, Rússia, Sèrbia, Eslovàquia, Montenegro, Turquia i Ucraïna.